# Сергей Котрикадзе
Сергей Котрикадзе (на грузински: სერგო კოტრიკაძე; на руски: Сергей Котрикадзе) е съветски футболист и треньор.

## Кариера
Играе за Динамо Тбилиси и Торпедо Кутаиси. За олимпийския отбор на СССР има 2 мача.
През 1962 г. Котрикадзе се присъединява към националния отбор на СССР за Световното първенство в Чили. На турнира той не играе, а неговият отбор не успява да преодолее четвъртфиналите, след като губи от домакина Чили с 1:2.
През 1963 г. изиграва 2 мача за олимпийския отбор на СССР. Първият – на 22 юли срещу националния отбор на Финландия (7:0). Вторият – на 1 август също срещу Финландия (4:0).
От 1971 г. става треньор на Динамо Тбилиси, а през 1974-1977 г. на школата на тима.

## Отличия

### Отборни
Динамо Тбилиси
- Съветска Висша лига: 1964